# Форт Девенс (Масачусетс)
Форт Девенс (енгл. Fort Devens) насељено је место без административног статуса у америчкој савезној држави Масачусетс.

## Демографија
По попису из 2010. године број становника је 1.840, што је 823 (80,9%) становника више него 2000. године.
| Група             | 2000.       | 2010.         |
| Белци             | 333 (32,7%) | 1.247 (67,8%) |
| Афроамериканци    | 330 (32,4%) | 351 (19,1%)   |
| Азијати           | 25 (2,5%)   | 50 (2,7%)     |
| Хиспаноамериканци | 365 (35,9%) | 194 (10,5%)   |
| Укупно            | 1.017       | 1.840         |